# Локални избори у Краљевини СХС 1927.
23. јануара 1927. су одржани избори за обласне скупштине у Краљевини Срба, Хрвата и Словенаца.
Од 33 области владине странке добиле су већину у 28, а сама радикална странка у 19.

## Изабрани чланови обласних скупштина по странкама
Београдска област: 49 радикала, 15 демократа, 6 самосталних демократа, 4 земљорадника и 2 Немца.
Сремска област 40 посланика: 20 радикала, 12 радићевца, 6 самосталних демократа, 1 хрватски федералиста и 1 земљорадник.